# Выборы губернатора Калужской области (2015)
Выборы губернатора Калужской области состоялись в Калужской области 13 сентября 2015 года в единый день голосования.
На 1 июля 2015 года в Калужской области было зарегистрировано 800 740 избирателей. Выборы будут признаны состоявшимися при любой явке, так как порог явки не установлен.

## Предшествующие события
С 2000 года правительство Калужской области возглавлял Анатолий Артамонов. На первый срок (на 4 года) он был избран в ноябре 2000 года, набрав 56,72 % голосов.
На выборах 14 марта 2004 года (выборы губернатора были совмещены с выборами президента России) Артамонов избран губернатором на второй срок, уже на 5 лет. Тогда он набрал 66,86 % голосов.
С 1 января 2005 года в России вступил в силу новый порядок наделения полномочиями глав регионов — их должны были утверждать заксорбрания регионов по представлению президента. Второй губернаторский срок Артамонова истекал в марте 2009 года, однако уже в июле 2005 президент Владимир Путин предложил заксобранию Калужской области наделить действующего губернатора Артамонова полномочиями на новый срок. В администрации президента пояснили, что Артамонов поставил перед президентом вопрос о доверии, не уточнив, когда это произошло. При этом СМИ отмечали, что для депутатов заксобрания это стало неожиданностью. Такую спешку губернаторов объясняли страхом перед возможным изменением политической ситуации (в марте 2008 ожидалось окончание президентства Путина). Тогда же, в июле 2005, депутаты заксобрания наделили Артамонова полномочиями на 5 лет.
В мае 2010 года депутаты заксобрания Калужской области от партии «Единая Россия», как имеющей большинство, представили президенту Дмитрию Медведеву список кандидатур на пост губернатора Калужской области. В этот список были включены Артамонов, а также вице-спикер Госдумы Юрий Волков и глава городской администрации Калуги Николай Любимов. В июне Медведев внёс в заксобрание кандидатуру Артамонова и депутаты вновь наделили его полномочиями губернатора на 5 лет. 26 июля Артамонов вступил в должность на третий срок.
В 2012 году президент России Дмитрий Медведев принял закон, вернувший в России прямые выборы глав регионов.
Полномочия Артамонова истекали 25 июля 2015 года, однако 11 июня он досрочно подал в отставку и при этом попросил у президента Путина разрешения баллотироваться вновь (в иных случаях закон это запрещает). Путин разрешение дал и назначил Артамонова врио губернатора до вступления в должность избранного на выборах. Сам Артамонов объяснил отставку за две недели до окончания срока юридическим моментом — идти на выборы губернатора ему было важно именно в статусе врио губернатора. Отмечалось, что подобное назначение делает неравными условия борьбы за пост главы региона, то есть фактически являются административным ресурсом.
Федеральный закон, запрещавший занимать одному человеку должность губернатора больше двух сроков, не позволял Артамонову баллотироваться вновь. Однако закон не уточнял, как отсчитывать эти сроки после возвращения прямых выборов губернаторов. В апреле 2015 года депутаты Госдумы предложили внести поправки в закон, позволившие бы считать первым сроком тот, который начался после изменения выборного законодательства летом 2012 года. 30 июля президент Владимир Путин подписал закон. Таким образом Артамонов получил возможность избираться ещё на два срока.

## Ключевые даты
- 14 июня 2015 заксобрание Калужской области назначило выборы на единственно возможную дату — 13 сентября 2015 года (единый день голосования)
  - следующие 3 дня — опубликование расчёта числа подписей, необходимых для регистрации кандидата
  - следующие 20 дней (до 5 июля) — период выдвижения кандидатов[7]
  - агитационный период начинается со дня выдвижения кандидата и прекращается за одни сутки до дня голосования
- со дня выдвижения по 29 июля — период сбора подписей муниципальных депутатов
- с 19 июля по 29 июля регистрация заявлений кандидатов в избирательной комиссии
- с 15 августа по 11 сентября — период агитации в СМИ
- 12 сентября — день тишины
- 13 сентября — день голосования

## Кандидаты
| Кандидат           | Должность (на момент выдвижения)                                                                                  | Партия              | Статус                     | Кандидаты в Совет Федерации |
| ------------------ | --- | ------------------- | -------------------------- | --------------------------- |
| Анатолий Артамонов | врио губернатора Калужской области                                                                                | Единая Россия       | зарегистрирован            |                             |
| Вадим Деньгин      | депутат Госдумы, первый зам. председателя комитета по информационной политике, информационным технологиям и связи | ЛДПР                | зарегистрирован            |                             |
| Юрий Жуков         | директор по экономике ОАО «Калугастройтранс»                                                                      | Казачья партия      | выбыл по личному заявлению | —                           |
| Евгений Невежин    | контролёр КПП ОАО «Калугаприбор»                                                                                  | Патриоты России     | зарегистрирован            |                             |
| Андрей Смоловик    | директор Калужского филиала АО «СОГАЗ», депутат Городской думы Калуги                                             | Справедливая Россия | выбыл по личному заявлению | —                           |
| Николай Яшкин      | директор СПК «Жерелево», депутат Заксобрания Калужской области                                                    | КПРФ                | зарегистрирован            |                             |

## Итоги выборов
| Место                       | Место                       | Кандидат                    | Партия                      | Голосов | %       |
| --------------------------- | --------------------------- | --------------------------- | --------------------------- | ------- | ------- |
|                             | 1.                          | Анатолий Артамонов          | Единая Россия               | 206 709 | 71,43 % |
|                             | 2.                          | Николай Яшкин               | КПРФ                        | 35 178  | 12,16 % |
|                             | 3.                          | Вадим Деньгин               | ЛДПР                        | 24 987  | 8,63 %  |
|                             | 4.                          | Евгений Невежин             | Патриоты России             | 10 871  | 3,76 %  |
| Недействительных бюллетеней | Недействительных бюллетеней | Недействительных бюллетеней | Недействительных бюллетеней | 11 626  | 4,02 %  |
| Всего                       | Всего                       | Всего                       | Всего                       | 289 371 | 100 %   |
|                             |                             |                             |                             |         |         |
| Действительных бюллетеней   | Действительных бюллетеней   | Действительных бюллетеней   | Действительных бюллетеней   | 277 745 | 95,98 % |
| Явка                        | Явка                        | Явка                        | Явка                        | 289 371 | 36,00 % |
| Общее число избирателей     | Общее число избирателей     | Общее число избирателей     | Общее число избирателей     | 803 813 |         |